# Kim Dzsonghjon (énekes)
Kim Dzsonghjon (hangul: 김종현, handzsa: 金鐘鉉, RR: Gim Jonghyeon; Csung-ku, 1990. április 8. – Kangnam-ku, 2017. december 18.), művésznevén Jonghyun, dél-koreai énekes–dalszerző, rádiós műsorvezető. A dél-koreai SHINee fiúegyüttes énekese.

## Karrierje

### 2008-2014: karrier kezdete
Dzsonghjon a SHINee koreai banda tagjaként debütált az SM Entertainment alatt, 2008 Május 25-én. 
2009-ben elkezdett közreműködni a csapatban mint dalszerző is, a "Juliette" című dalszövegét neki köszönhetjük, ami a "Romeo" albumukban kapott helyet. Dzsonghjon azt nyilatkozta, a szám megírásához Rómeó és Júlia története adott ötletet.
2010 November 29-én debütált a Traxos Jayel, a Super Junioros Kyuhyunnal és az újonc énekes Jino-val mint SM the Ballad, az ügynökség új project csapata. A debüt mini albumuk, az I Miss You, ballada és R&B stílusú dalokat tartalmazott.
2011 Júniusában részt vett az Immortal Songs 2-ben, egy televíziós verseny programban, ahol a versenyzők zenei legendák dalait adják elő. Megnyerte az első fordulót, majd elfoglaltsága miatt ott kellett hagynia a műsort.
2013 Októberében dalszerzőként is debütált, a dallal "A Gloomy Clock", ami IU 3.albumában, a The Modern Times tracklistájában szerepelt.
Két hónappal később Son Dam Bi kiadta a dalt "Red Candle", amit szintén Dzsonghjon kompozált és írt.
Négy év szünet után, 2014 Február 4-én visszatért az SM the Ballad, egy teljesen új felállással, Dzsonghjon volt az egyetlen régi tag. A Girl's Generationos Taeyeonnal kiadták a Breath című dalt, amit együtt promotáltak.
2014 Júliusában debütált mint az MBC rádió program, "Blue Night" rádiós műsorvezetője. Az MBC azt nyilatkozta, zene iránti elkötelezettsége és szenvedélye miatt választották őt. 
Dzsonghjon csapattársa, Taemin első mini albumán is közreműködött, ő írta és szerezte a "Pretty Boy" című számot, ami 2014 Augusztusában jelent meg.

### 2015-2016: Base és She Is
2015 Január 12-én megjelent Dzsonghjon első mini albuma, a "Base". 
Az album fő száma eredetileg a "Crazy (Guilty Pleasure)" volt, de miután a "Déjà-boo" szám nagyon jól teljesített a toplistákon, azt tették meg a fő számmá. Ebben a dalban Zion.T is közreműködött.
Az album hatalmas siker lett és első helyen szerepelt a "Billboard World Album Chart"-on és a "Gaon Album Chart"-on.
Január 10-én az "Mnet" közölte, hogy Dzsonghjon meg fog jelenni a "4 things show" 2. évadának első részében.
Taemin, Minkyung (Davichi) és Zion.T is megjelentek az epizód során, mint Dzsonghjon barátai.
2015 márciusában Dzsonghjon megírta a "Playboy" című dalt, ami az Exo második albumán (Exodus) jelent meg. Áprilisban Lim Kim kiadta 3. minialbumát: a "Simple Mind"-on hallható "No more" című számot szintén Dzsonghjon írta.
2015 Augusztusában megtartotta az első szóló koncertjét "The story by Jonghyun". Szeptember 17-én kiadta a "Story Op.1" című albumát. Majd Októberben 12 koncertet tartott meg, mindig másik vendégelőadóval együtt fellépve.
Szeptemberben kiadta könyvét: Skeleton Flower: Things That Have Been Released and Set Free.
Ugyanabban a hónapban, a rádió programjában bemutatott 9 új dalt, amiket vagy teljesen ő írt és szerzett, vagy a dalszerző csapatával, WeFreaky-vel közreműködve írt.
Októberben 40 névtelen zenei hivatalnok megválasztotta az "5 legjobb K-Pop vokalista" egyikének.
Dzsonghjon megírta az "Already" című számot Taemin első teljes albumához, a Press It-hez, ami 2016 Februárjában jelent meg. Szintén ő szerezte Lee Hi "Breathe" című számát, ami Márciusban jelent meg.
Március 18-án kiadott egy közös számot Heritage-el a "Your Voice"-t, az SM Station című projekt részeként.
2016 Május 24-én megjelent első stúdióalbuma, a "She is", ami 9 számot tartalmazott, legtöbbjüket Dzsonghjon szerezte.
Az albumon található dalok sokféle stílusban íródtak, mint például Electro-punk, EDM és R&B.

### 2017: Otthagyja a Blue Nightot és Story Op.2
2017 Március 9-én az MBC megerősítette, hogy Dzsonghjon otthagyja a Blue Night rádió programot. A Shinee küszöbön álló Japán és Észak-Amerikai turnéja miatt született meg a döntés.
Az Esquire Magazin interjúja során így írta le a program vezetésével szerzett tapasztalatait: "Azelőtt úgy gondolom, sokkal magabiztosabb voltam mint az énekes Kim Dzsonghjon [...] Mert ez volt az amit én (és a nyilvánosság) megszokott. Habár ez megváltozott amikor elkezdtem a rádiós műsorvezetést. Elkezdtem megmutatni az emberi oldalamat másoknak és elkezdtem kényelmesebben érezni magamat,mint az a Kim Dzsonghjon, akit a rádión keresztül mutattam meg."
2017 Április 24-én megjelent második teljes albuma, a Story Op.2.
Május és Július között 20 koncertet tartott meg.

### Utolsó albuma: Poet | Artist
2017. december 9–10-én Inspired néven tartott koncertet a Dél-Koreai Olimpiai Kézilabda Tornacsarnokban. Ezzel egy időben Dzsonghjon új albumán dolgozott, amely 2018 januárjára volt beharangozva. Az album végül Poet | Artist néven 2018. január 23-án jelent meg posztumusz. Az album bevételéből származó összegből Dzsonghjon édesanyja egy alapítványt hozott létre „segítségül azoknak, akik nehéz körülmények között élnek”. A Poet | Artist a 177. helyen debütált a Billboard 200-on, ezzel Dzsonghjon egyike lett azon K-pop előadóknak, akik felkerültek a slágerlistára.

## Halála
2017. december 18-án eszméletlenül találtak rá szöuli lakásában, majd a kórházba szállítást követően életét vesztette. Korábban nővérének küldött üzenetében elbúcsúzott, emiatt a rendőrség öngyilkosságként kezeli a halálát. A halál oka feltehetően füstmérgezés, mivel égő briketteket találtak a lakásban egy serpenyőben.

## Diszkográfia
Nagylemezek
- She Is (2016)

Válogatáslemezek
- Story Op.1 (2015)
- Story Op.2 (2017)

Középlemezek
- Base (2015)